# Watergas
Watergas is een gasmengsel dat wordt bereid door oververhitte stoom over gloeiende cokes in ovens te leiden. Het is een type syngas.
Volgens de onderstaande reactievergelijking ontstaan er koolstofmonoxide en waterstofgas.
{\displaystyle {\ce {C + H2O -> CO + H2}}}
Door het inleiden van stoom in de ovens koelt de cokes beneden de 1000°C af. Om deze weer op een temperatuur van 1200°C te brengen, wordt er lucht over de cokes geblazen, waardoor er generatorgas wordt geproduceerd. Het inleiden van stoom noemt men de gasgang, het heetblazen van de cokes de blaasgang.
De samenstelling van watergas is 50% waterstofgas, 40% koolmonoxide, 4% stikstofgas en 5% koolstofdioxide.

## Lowe
In 1873 ontwikkelde en patenteerde Thaddeus S.C. Lowe een watergasproces waarbij grote hoeveelheden waterstofgas zouden kunnen worden gegenereerd voor particulier en commercieel gebruik voor verwarming en verlichting. In tegenstelling tot het gewone kolengas of cokesgas dat gemeentelijke diensten gebruikten, leverde dit gas een efficiëntere brandstof voor verwarming. Het proces maakt gebruik van de water-gas-shift-reactie:
{\displaystyle {\ce {CO + H2O <=> CO2 + H2}}}
Het proces werd ontdekt door het blazen van stoom onder druk over hete kolen. Lowes proces was vooral een verbetering van de gebruikte schoorsteensystemen waarmee de kolen superheet konden blijven, waarmee een constante levering van het gas mogelijk was. Dit proces creëerde een thermochemische reactie van de toepassing van waterstof in het stoom tot de koolmonoxide in het cokesgas. De reactie produceerde koolstofdioxide en zuiver waterstof dat na een proces van koelen en "scrubben", oftewel na door waterdamp gevoerd te zijn, uiteindelijk resulteerde in zuiver waterstofgas.
Het proces stimuleerde de sector van gasproductie en er volgden snel vergassingsfabrieken langs de oostkust van de Verenigde Staten. Soortgelijke processen zoals het Haber-Boschproces leidden tot de vervaardiging van ammoniak (NH3) door de combinatie van stikstof met grote hoeveelheden waterstof. Dit leidde tot de koelindustrie die nog lang gebruikmaakte van ammoniak als koelmiddel. Lowe had ook diverse patenten op ijsmachines en bezat enkele succesvolle bedrijven op het gebied van koudeopslag.